# Reactive Red 239
C.I. Reactive Red 239 ist eine chemische Verbindung aus der Gruppe der Monoazofarbstoffe. Es handelt sich um einen Reaktivfarbstoff mit einem Monochlortriazin- und einem aromatischen Vinylsulfon-Reaktivanker, der in den frühen 1980er Jahren von der Hoechst AG unter der Bezeichnung Remazol Brillantrot 3BS in den Markt eingeführt wurde.

## Herstellung
Bei der Herstellung wird analog zur Synthese von Reactive Red 227 zunächst Parabaseester mit Cyanurchlorid kondensiert und anschließend die erhaltene Dichlortriazinverbindung mit H-Säure umgesetzt. Dieses Zwischenprodukt wird als Kupplungskomponente mit diazotierter 2-Aminonaphthalin-1,5-disulfonsäure in einer Azokupplung umgesetzt.

## Struktur
Reactive Red 239 enthält mit der Monochlortriazinyl-Gruppe und der Sulfonylethylhydrogensulfat-Gruppe zwei funktionelle Gruppen die mit den Hydroxylgruppen der Cellulosefasern kovalente Bindungen eingehen können. Es handelt sich somit um einen bifunktionellen Reaktivfarbstoff.

## Externe Links zu erwähnten Verbindungen
1. ↑  Externe Identifikatoren von bzw. Datenbank-Links zu 2-Aminonaphthalin-1,5-disulfonsäure:  CAS-Nr.: 117-62-4, EG-Nr.: 204-201-6, ECHA-InfoCard: 100.003.820, PubChem: 8338, ChemSpider: 8035, Wikidata: Q27889955.